# Grzegorz Bobrek
Trwa dyskusja nad usunięciem tego biogramu, kliknij i weź w niej udział.
Grzegorz Bobrek (ur. 2 lutego 1984 w Krakowie) – polski twórca internetowy, youtuber, historyk, były redaktor portalu Gry-Online, były redaktor prowadzący serwisu tvgry.pl, autor kanału historycznego Grzegorz Bobrek, współzałożyciel kanału To Znowu Oni.

## Życiorys
W 2010 roku uzyskał tytuł magistra historii na Uniwersytecie Jagiellońskim.
Od 2013 związany z tvgry.pl; w sierpniu tego roku został redaktorem prowadzącym serwisu. Był odpowiedzialny za produkcję materiałów wideo i publikowanie ich w serwisie YouTube na kanale tvgry. Pełnił tę funkcję do czasu swojego odejścia w grudniu 2021 roku. Podczas jego pracy w roli redaktora prowadzącego, kanał osiągnął popularność w postaci 1,28 mln subskrypcji, oraz ponad 1 miliard wyświetleń filmów.
W październiku 2021 roku założył autorski kanał Grzegorz Bobrek, zaczął tworzyć filmy o tematyce historycznej, najczęściej dotyczące II wojny światowej. Kanał zdobył ponad 326 tys. subskrybentów i 48 milionów wyświetleń (stan na maj 2025).
W kwietniu 2022 roku współtworzył kanał To Znowu Oni. 